# رومان هرمان
رومان هرمان (بالألمانية: Roman Hermann)‏ هو دراج على المضمار ليختنشتاني، ولد في 27 مارس 1953 في شان في ليختنشتاين.

## وصلات خارجية
- رومان هرمان على موقع أرشيف الدراجات (الإنجليزية)
- رومان هرمان على موقع إحصائيات الدراجات الإحترافية (الإنجليزية)